# 로즈 브루포드 칼리지
로즈 브루포드 칼리지(Rose Bruford College)는 영국 런던 남부 시드컵에 위치한 연극 학교이다. 연기, 조명디자인, 무대기술 분야에서 유명한 학교이며 학교의 모든 교육 프로그램은 맨체스터 대학교에 의해 검증되는 협력관계가 있기 때문에 높은 교육적 완성도를 자랑한다. 더불어 1976년에 영국에서 최초로 연기 학사 학위를 만들었고, 1993년에 유럽에서 최초로 조명디자인 학사 학위를 만든 것으로 유명한 학교이다. 다크 나이트와 레옹에 출연했던 배우 게리 올드만과 스타워즈에 출연했던 배우 안소니 다니엘스의 모교로 유명하다.
세계 뮤지컬 시장의 중심이라고 할 수 있는 웨스트엔드까지 전철로 약 40분 거리에 위치해있기 때문에 지리적으로도 나쁘지 않은 편이다. 연극 단과 예술대학 이기 때문에 캠퍼스는 작은 편이지만 몇몇 학교 공연의 경우 런던 중심부에 위치한 공연장에서 열리기도 한다.
학생들의 출신 비율을 보면 85%가 영국, 5%가 유럽, 9%가 외국 출신이며 아시안 학생 비율이 매우 적은 편이다.
산학 협력이 잘 되어있어 학생들에게는 다양한 기회가 열려있다. 특히 장학금 중에서 뮤지컬 오페라의 유령의 작곡가인 앤드루 로이드 웨버 장학금이 있는데 Acting, Actor Musicianship 학사 과정을 공부하는 영국, EU 학생들에게만 제공되며 바로 웨스트엔드와의 산학협력도 기대할 수 있다. 영국의 예술대학 랭킹에서는 12위를 왔다갔다 하는 정도로 높은 순위는 아니지만 조명디자인 분야에서 만큼은 세계에서 손가락에 꼽는 유명세를 가지고있다.
연극과 뮤지컬이 중심이되는 Central School of Speech and Drama(CSSD), Royal Welsh College of Music and Drama(RWCMD)과 같은 많은 대학교들의 조명디자인, 무대기술 교육과는 달리 로즈 브루포드 대학의 조명디자인 과정에서는 연극과 뮤지컬 뿐만 아니라 콘서트, 무용, 이벤트 등 다양한 장르의 경험을 중시하며 산학협력이 잘 되어있는 것이 큰 장점이다.

## 학교 시설
300석 규모의 Rose Theatre와 100석 규모의 Barn Theatre 그리고 2개의 블랙박스 극장이 존재하며 리허설 룸, 스튜디오, 기술 실험실, 디자인 및 프로덕션 작업실, 도서관, 여러 학습 공간이 있다.
2015년에 캠퍼스에서 가까운 도보 거리에 기숙사 Christopher Court를 개설했으며 여기에는 리허설 룸 등 학교 생활에 필요한 여러 부속 시설과 화장실이 포함된 각 방이 갖춰져있어 학생들의 만족도가 높은 편이지만 기숙사비가 따로 룸메이트를 구해서 생활하는 것보다 더 비싸다. 하지만 24시간 리셉션 데스크, 택배 전달, 보안, 커뮤니티 등의 장점때문에 많은 학생들, 영국 학생들도 기숙사를 선호한다.

## 전공
학부 BA(Hons)는 3년 과정이며 석사 MA는 13개월(1년), MFA는 2년이다.

■ 학부
- BA(Hons) Acting
- BA(Hons) Actor Musicianship
- BA/BSc (Hons) Audio Production
- BA(Hons) American Theatre Arts
- BA(Hons) Costume Production
- BA(Hons) Design for Theatre and Performance
- BA(Hons) Digital Content Design
- BA(Hons) European Theatre Arts
- BA(Hons) Lighting Design
- BA(Hons) Lighting Design for Archiecture
- BA(Hons) Creative Lighting Control
- BA(Hons) Scenic Arts
- BA(Hons) Stage & Events Management
- BA(Hons) Theatre Design
- BA(Hons) Theatre and Social Change
- BA(Hons) Virtual Theatre & Digital Experiences

■ 대학원
- MA/MFA Actor Musicianship
- MA/MFA Actor and Performer Training
- MA/MFA Collaborative Theatre Making
- MA Light in Performance
- MA/MFA Theatre for Young Audiences
- MA Devised Theatre Practice (with arthaus.berlin)
- MFA Advanced Devising Practice (with arthaus.berlin)
- MA/MFA International Theatre Practice and Performance (with NTI, USA)
- MPhil/PHD (in collaboration with UEL)
- PGCLTHE (validated by University of Manchester)
- Part-time, Foundation, summer, and youth programmes

■ 온라인 과정
- BA(Hons) Opera Studies
- BA(Hons) Theatre Studies (FT & PT)

■ 고등교육 학위
- Graeae Ensemble, Theatre Making & Leadership (Cert HE)

■ 파트 타임, 청소년 과정
- Acting Foundation Course (various locations)
- Acting Part Time
- Acting Summer School
- Lighting Design Summer School
- Bruford Youth Theatre

## 동문
- 게리 올드먼
- 톰 베이커
- 앤서니 대니얼스
- 버나딘 에바리스토(Bernardine Evaristo)
- 리차드 이어(Richard Eyre)
- 케이티 브레이벤(Katie Brayben)
- 로잘리 크레이그(Rosalie Craig)
- 헤일리 스콰이어스(Hayley Squires)
- 톰 호퍼(Tom Hopper)
- 스테판 레벡(Stephen Rebbeck) - 영국 셰익스피어 극단 기술감독
- 알렉스 머피(Alex Murphy) - U2 The Joshua Tree 투어 조명감독
- 제임스 심슨(James Simpson) - 영국 로열 오페라 하우스 조명디자이너

## 기타
2014년, 로즈 브루포드 대학은 전국 학생 설문조사에서 전체 만족도가 90%로 다른 대학들의 평균 만족도인 85%에 비해 높은 편이다.